# Teixidor baya
El teixidor baya (Ploceus philippinus) és un ocell de la família dels ploceids (Ploceidae).

## Hàbitat i distribució
Habita praderies, vegetació secundària, terres de conreu i canyars de les terres baixes del sud-est de Pakistan, l'Índia, cap al nord fins als turons de l'Himàlaia, Nepal, Sri Lanka i sud-oest de la Xina, cap al sud, a través del Sud-est Asiàtic fins Sumatra.